# Periboea
La Periboea (Peribea) è una fabula cothurnata del tragediografo latino Marco Pacuvio (circa 220-130 a.C.) di cui restano oggi solo alcuni frammenti.

## Trama
Realizzata forse a partire dall'Oineo del tragediografo greco Euripide, l'opera trattava la storia di Calidone dopo l'impresa degli Epigoni: Diomede, re di Argo e nipote di Oineo, giunge a Calidone, dove il nonno è stato detronizzato dal fratello Agrio e dai figli di questi, che minacciano Oineo tenendo in ostaggio la sua seconda moglie Peribea. 
Grazie all'intervento di Diomede, gli usurpatori vengono uccisi e il regno è restituito ad Oineo.